# 후네도아라

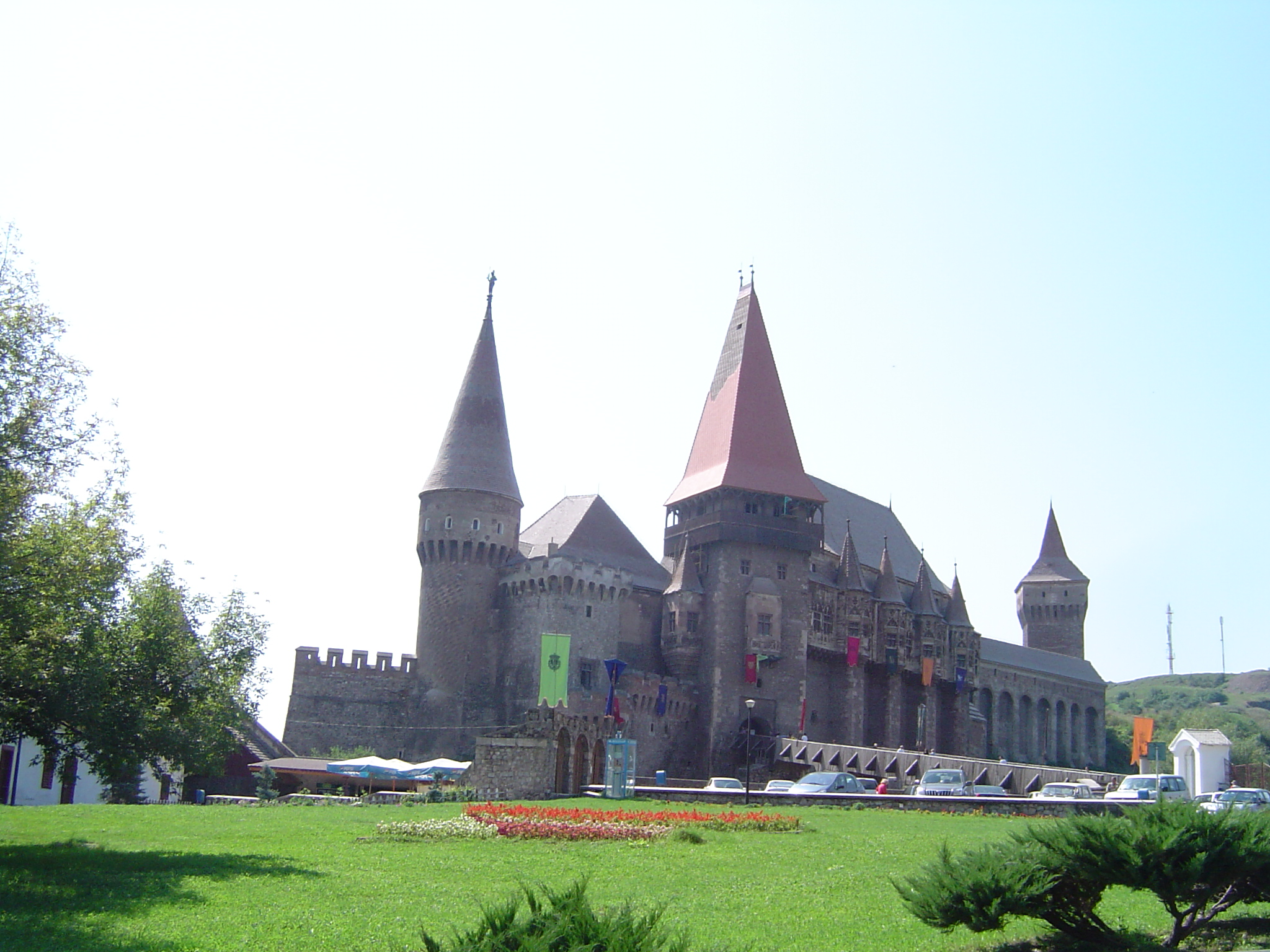
후네도아라에 있는 코르빈 성

후네도아라(루마니아어: Hunedoara, 헝가리어: Vajdahunyad 버이더후녀드[*], 독일어: Eisenmarkt 아이젠마르크트[*])는 루마니아 트란실바니아 지방에 위치한 후네도아라주의 도시로 면적은 97km2, 인구는 57,524명(2011년 기준), 인구 밀도는 613명/km2이다.
1265년 "훈그노드(Hungnod)"라는 이름으로 문헌에 처음 등장했으며 양모 생산과 직물 가공업의 중심지였다. 14세기에는 헝가리의 귀족인 후녀디(Hunyadi) 가의 거처로 여겨졌고 도시 이름 또한 헝가리의 섭정인 후녀디 야노시(Hunyadi János)와 관련이 있다. 후네도아라에 위치한 코르빈 성은 고딕 건축, 르네상스 건축 양식이 혼합된 건축물로서 헝가리의 귀족인 후녀디 가의 중심지로 여겨졌다.
루마니아의 철강 산업의 중심지이다. 한때는 루마니아에서 최대 규모를 자랑하는 제철소가 들어서기도 했지만 사회주의 체제가 붕괴된 이후에는 크게 쇠퇴했다.

## 인구
| 연도              | 인구   | ±%      |
| ----------------- | ------ | ------- |
| 1850              | 1,937  | —       |
| 1912              | 4,520  | +133.4% |
| 1930              | 4,600  | +1.8%   |
| 1948              | 7,018  | +52.6%  |
| 1956              | 36,498 | +420.1% |
| 1966              | 68,207 | +86.9%  |
| 1977              | 79,719 | +16.9%  |
| 1992              | 81,337 | +2.0%   |
| 2002              | 71,380 | −12.2%  |
| 2011              | 60,525 | −15.2%  |
| 출처: Census data |        |         |